# Вёшенка рожковидная
Вёшенка рожковидная (лат. Pleurotus cornucopiae) — съедобный гриб из рода Вёшенка семейства Вёшенковые.

## Описание
Шляпка 3—12 см, вогнутая или воронковидная, с волнистым, часто надтреснутым краем, кремовая, с возрастом несколько буреющая. 
Мякоть белая, мягкая, с мучным запахом. Пластинки далеко нисходящие по ножке, узкие, редкие, белые или кремовые. 
Ножка 2—6 х 1,5—2 см, эксцентричная, изогнутая, к основанию суженная, белая или с охряным оттенком.
Споровый порошок белый.
Споры удлинённо овальные.
Гриб съедобен, четвёртой категории. Обладает высокими вкусовыми качествами. Молодые грибы можно мариновать и солить. 

## Культивирование
Вёшенка рожковидная культивируется, как и широко известный родственный вид вёшенка обыкновенная, но менее массово.
Очень близким и распространённым родственником является также культивируемая вёшенка лимонная (Pleurotus citrinopileatus) из восточной Азии. Некоторые авторы считают их одним видом и иногда P. cornucopiae используется как синоним P. citrinopileatus.
В дикорастущем виде гриб растёт на лиственных деревьях.

## Фотографии
- Низбегающие по ножке пластины

## Таксономия
Синонимы:
- Fungus cornucopiae Paulet, 1793basionym
- Dendrosarcus cornucopiae (Paulet) Lév., 1828
- Agaricus cornucopiae (Paulet) Pers., 1828
- Crepidotus cornucopiae (Paulet) Murrill, 1916